# Шафи Алмас
Шафи Алмас (тат. Шафи Алмас), имя при рождении Габдрахман Гибадуллович Галиуллин (тат. Габдрахман Гыйбадулла улы Галиуллин) — татарский политический и национальный деятель, лидер татарского национального движения в Германии в период Второй мировой войны.

## Биография
Родился в 1885 году в Дубъязском районе современного Татарстана. При рождении был назван Габдрахманом, но в последствии взял псевдоним по имени своего прадеда Шафи. Эмигрировал из Татарстана в Турцию в годы Гражданской войны, в последствии получил турецкое гражданство. В 1920-е годы некоторое время проработал в турецком посольстве в России. С 1928 года проживал в Германии.

## Вторая мировая война
После начала войны работал на немецкую разведку, участвовал в работе радиопропаганды. В 1941 году упоминался в справках немецкого интернационального радио «Интеррадио». Неоднократно в период 1942 года посещал лагеря военнопленных, где проводил агитацию и подбирал кадры для сотрудничества.
В ноябре 1942 года в Берлине начала издаваться газета «Идель-Урал», редактором которой стал Шафи Алмас.
15 августа 1942 года в генштабе сухопутных войск Вермахта был создан легион Идель-Урал. Руководителем стал Шафи Алмас.